# Австро-прусське суперництво

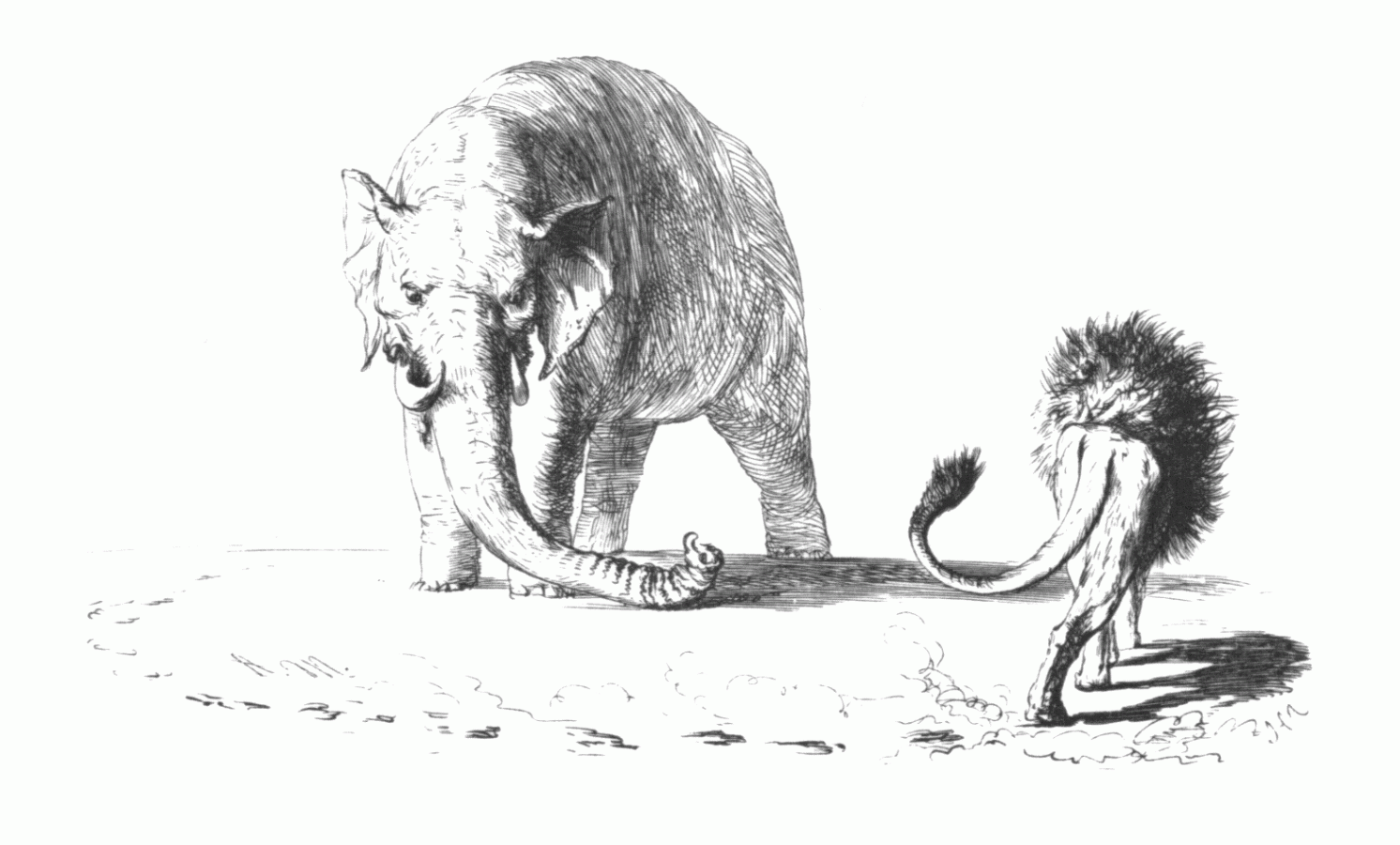
Прусський лев кружляє навколо австрійського слона. Ілюстрація Адольфа Мензеля (1846)

Австрія та Пруссія були наймогутнішими утвореннями Священної Римської імперії у XVIII—XIX ст. і вели боротьбу за панування в Центральній Європі. Суперництво характеризувалося великими територіальними конфліктами, економічними, культурними та політичними суперечками за суверенне лідерство над німецькомовними народами — проблемою, відомою як німецьке питання в XIX ст..
Перші воєнні зіткнення між супротивниками сталися під час Сілезьких воєн та Семирічної війни у середині XVIII ст. і досягли кульмінації в австро-прусській війні 1866 року.
У німецькій історіографії використовується термін «німецький дуалізм» (нім. Deutscher Dualismus), який охоплює як суперництво, так і співпрацю між державами, наприклад, в наполеонівських війнах. До того ж обидві держави спільно домінували над Німецьким союзом, що функціонував лише за часів їх співпраці (1815—1848 рр. та 1851—1859 рр.), а також разом боролися в Другій Шлезвізькій війні 1864 року.

## Передумови

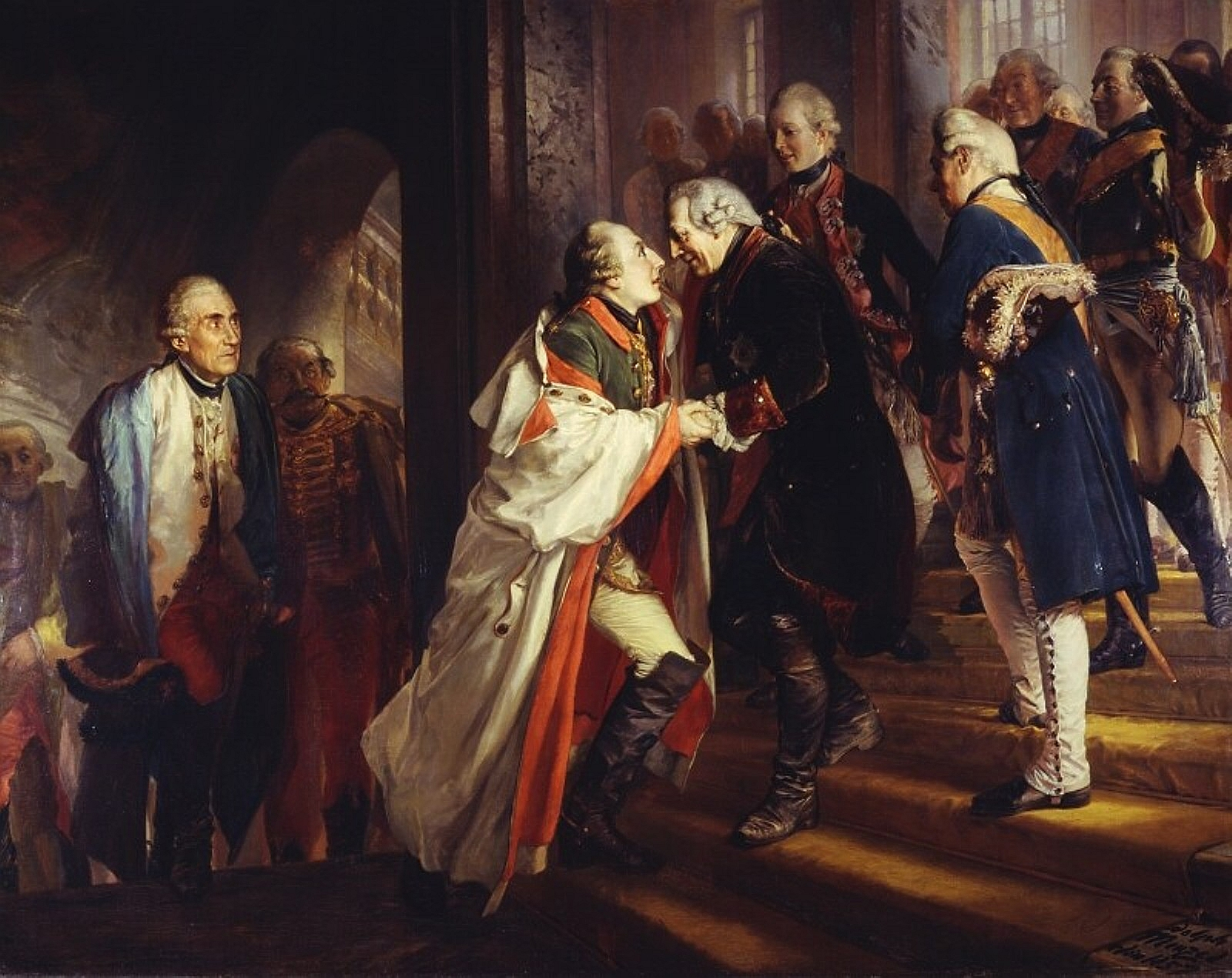
Король Пруссії Фрідріх II та імператор Священної Римської імперії Йосиф II зустрічаються в Нисі 25 серпня 1769 року

У 1356 році було ухвалено акт «Золотої булли», за яким Бранденбурзьке маркграфство стало одним із семи курфюрстів Священної Римської імперії. Територія Бранденбурга розширилася до східного регіону Ноймарк, а після війни за юліську спадщину було укладено Ксантенський мир, за яким маркграфство отримувало Клевське герцогство і  Марцьке та Ревенсберзьке графства, розташовані на північному заході Німеччини. Бранденбург вийшов за імперські кордони в 1618 році, коли курфюрсти Гогенцоллерни стали герцогами Пруссії, яка тоді була феодом Корони Королівства Польського, і землі Бранденбурга-Пруссії перейшли під управління персональної унії. У 1653 році Фрідріх-Вільгельм придбав Дальню Померанію й досяг повного суверенітету в герцогській Пруссії за Велауським договором 1657 року, укладеним із польським королем Яном II Казимиром. У 1701 році Фрідріх I, син і наступник Фрідріха-Вільгельма, домігся згоди імператора Леопольда I проголосити себе королем у Пруссії в Кенігсберзі у зв'язку з тим, що він, як і раніше, був курфюрстом Бранденбурга, а королівський титул був дійсним лише на прусських землях поза імперії.
Багатовікове зростання австрійського дому Габсбургів почалося з перемоги короля Рудольфа I в битві під Дюрнкрутом у 1278 році та отримання імперської корони від імператора Священної Римської імперії Фрідріха III в 1452 році. Його нащадки Максиміліан I та Філіп I Вродливий після шлюбів отримали спадщину бургундських герцогів та іспанську Кастильську Корону, а при імператорі Карлі V королівство Габсбургів перетворилося на велику європейську державу. В 1526 його брат Фердинанд I успадкував землі Богемської Корони, а також Угорське королівство за межами імперії, поклавши початок центральноєвропейської габсбурзької монархії. У XV—XVIII ст. всі імператори Священної Римської імперії були австрійськими ерцгерцогами з династії Габсбургів, які також мали чеські та угорські королівські титули.
Після протестантської Реформації Габсбурги, які були католиками, були змушені прийняти Аугсбурзький мир 1555 року й не змогли зміцнити свою імперську владу в руйнівній Тридцятилітній війні. Унаслідок Вестфальського миру 1648 року Австрії довелося мати справу зі зростанням бранденбурзько-прусської влади на півночі, яка замінила Саксонське курфюрство як провідний протестантський імперський стан. Зусиллями Фрідріха-Вільгельма було створено прогресивну державу з високоефективною прусською армією, яка рано чи пізно мала зіткнутися з претензіями Габсбургів на владу.

## Історія

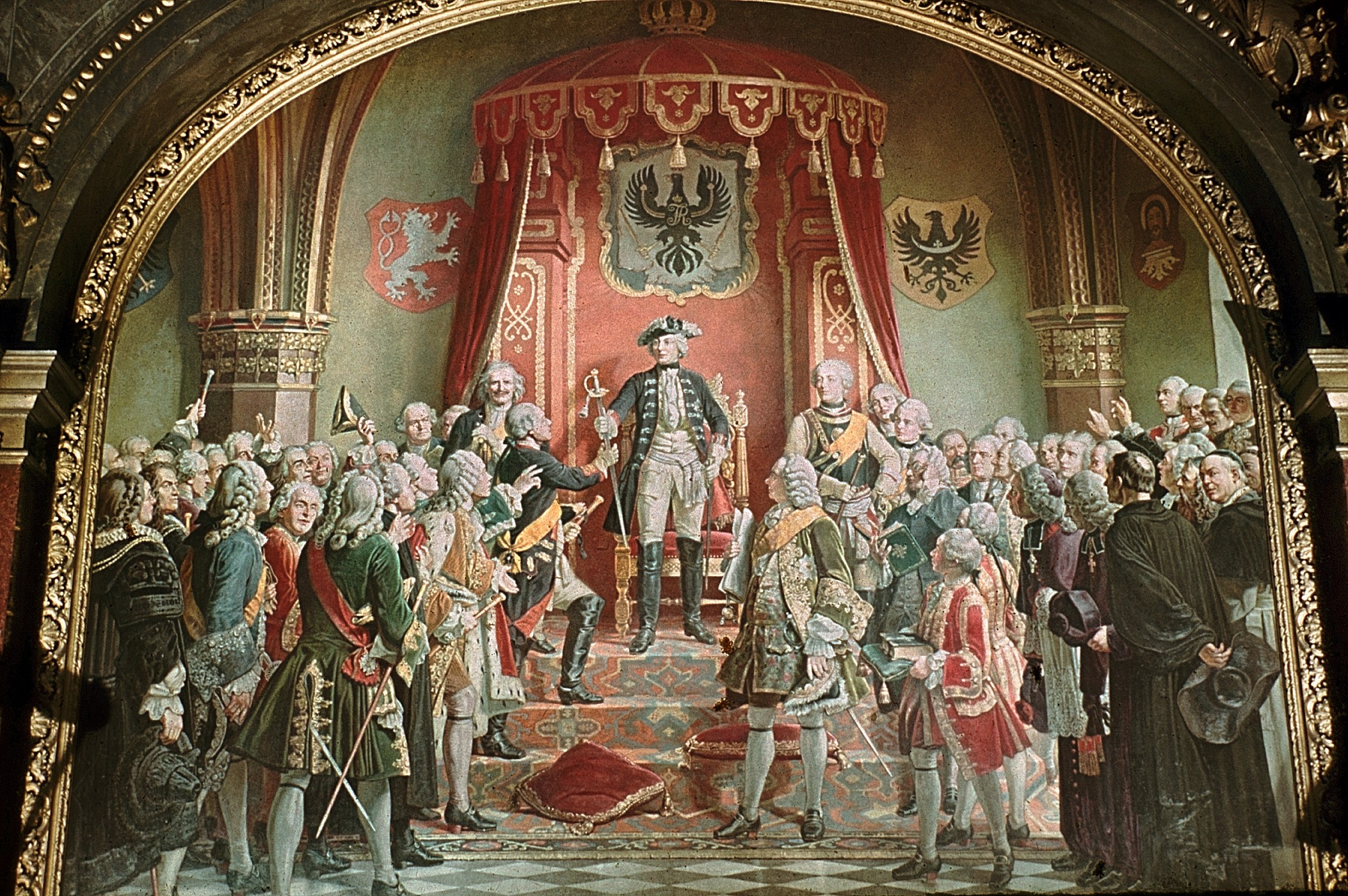
Фрідріх II отримує данину поваги силезських маєтків, настінний розпис Вільгельма Кампгаузена (1882)

Суперництво між Австрією та Пруссією почалося після смерті імператора Карла VI Габсбурга в 1740 році, коли король Фрідріх II розпочав вторгнення в контрольовану Австрією Сілезію, розпочавши Першу з трьох Сілезьких війн проти Марії Терезії. Фрідріх порушив свою обіцянку визнати Прагматичну санкцію 1713 року та неподільність територій Габсбургів, тим самим спровокувавши загальноєвропейську війну за австрійську спадщину. Він завдав рішучої поразки австрійським військам у битві при Хотузиці в 1742 році, після чого Марія Терезія за Бреславльським і Берлінським договорами мала поступитися більшою частиною силезьких земель Пруссії.
У той час Австрія все ще претендувала на керівництво Священною Римською імперією й була головною силою роз'єднаних німецьких держав. До 1745 року Марія Терезія змогла повернути собі імператорську корону у свого віттельсбахського суперника Карла VII, окупувавши його баварські землі, але, попри її четверний союз із Великою Британією, Республікою Об’єднаних провінцій Нідерландів та Саксонією, їй не вдалося повернути Сілезію. Друга Сілезька війна почалася з вторгнення Фрідріха в Богемію в 1744 році, а після перемоги Пруссії в битві при Кессельсдорфі в 1745 році Дрезденським миром був підтверджений довоєнний статус-кво: Фрідріх зберіг Сілезію, але, нарешті, визнав воцаріння чоловіка Марії Терезії, імператора Франца I.
Марія Терезія, усе ще незадоволена втратою «найкрасивішої перлини моєї корони», скористалася простором для маневру, щоби провести кілька цивільних та військових реформ на австрійських землях, як-от створення Терезіанської військової академії у Вінер-Нойштадті в 1751 році. Її державний канцлер, принц Венцель фон Кауніц-Ритберг, досяг успіху в дипломатичній революції 1756 року, об'єднавшись із колишнім ворогом Габсбургів Францією за короля Людовіка XV, щоби ізолювати Пруссію. Водночас Фрідріх завершив «велику кадриль» укладенням Вестмінстерського договору із Великою Британією. Він знову розпочав попереджувальну війну, вторгнувшись до Саксонії, що ознаменувало початок Третьої Сілезької війни і більшої Семирічної війни.
Однак, Фрідріх не зміг завоювати Прагу і, крім того, йому довелося зіткнутися з російськими військами, що атакували Східну Пруссію, тоді як австрійські війська увійшли до Сілезії. Його становище погіршилося, коли австрійські та російські війська об'єдналися й завдали йому нищівної поразки в битві при Кунерсдорфі у 1759 році. Фрідріх, який опинився на межі, був врятований неузгодженістю між переможцями, відомою як «диво Бранденбурзького дому», коли 5 січня 1762 померла російська імператриця Єлизавета, а її наступник Петро III уклав мир із Пруссією. За Губертусбургським миром 1763 року Австрія втретє мусила визнати прусські анексії. Пруссія здобула перемогу над великими європейськими державами та в майбутньому відіграє важливу роль у системі «Європейського концерту».
Австрія та Пруссія воювали разом проти Франції в наполеонівських війнах; після їх завершення німецькі землі були реорганізовані в більш сполучені 37 окремих держав Німецького союзу. Згодом німецькі націоналісти почали вимагати об'єднання Німеччини, що стало особливо нагально в 1848 році, коли в Європі відбулася низка революцій. Між націоналістами виник конфлікт щодо того, який державний устрій найкраще підходить для об'єднання, що стало відомо як німецьке питання. За малонімецьким шляхом об'єднання протестантська Пруссія анексувала всі німецькі держави, крім Австрії, тоді як за великонімецьким шляхом об'єднання католицька Австрія брала під контроль окремі німецькі держави. Під час дебатів також постало шлезвіг-гольштейнське питання щодо герцогств Шлезвіг та Гольштейн; у Другій Шлезвізькій війні Данія програла об'єднаним силам Австрії та Пруссії, але пізніше Пруссія здобула повний контроль над колишніми герцогствами, об'єднавши їх у провінцію Шлезвіг-Гольштейн, після австро-прусської війни 1866 року, унаслідок якої Австрія була виключена з Німеччини. Наступного року Габсбурги уклали договір з Угорщиною, відповідно до якого Австрія перетворювалася в дуалістичну монархію Австро-Угорщину. Після франко-прусської війни Німеччина була об'єднана Пруссією і стала імперією в 1871 році. Суперництво між Австрією та Пруссією вщухло після Берлінського конгресу в 1878 році.